# Polski Związek Chórów i Orkiestr
Polski Związek Chórów i Orkiestr – organizacja zrzeszająca chóry, zespoły śpiewacze i orkiestry w Polsce, założona 18 października 1925 w Warszawie.
6 czerwca 1976 w Hali Ludowej we Wrocławiu odbyło się Ogólnopolskie Spotkanie Chórów i Orkiestr z okazji 50-lecia Polskiego Związku Chórów i Orkiestr. W uroczystości udział wzięły chóry: ZZK z Katowic, „Harmonia” z Mikołowa, „Lutnia” ze Strumienia, „Copernicana” z Krakowa, „Hejnał” ze Szczecina, „Seraf” z Rybnika, „Sienkiewicz” z Miasteczka Śląskiego, „Ogniwo” z Katowic, Politechniki Śląskiej z Gliwic, „Madrygaliści” z Wrocławia, Politechniki Wrocławskiej, „Harmonia” z Wrocławia, Uniwersytetu Wrocławskiego, Elektronicznych Zakładów Naukowych z Wrocławia, „Echo Górnicze” z Myślachowic, „Chopin” z Siemianowic Śląskich, „Polonia” z Katowic, „Arion” z Poznania, „Harfa” z Warszawy, „Echo” z Katowic, „Hejnał” z Katowic, „Cecyliański” z Krakowa, „Hasło” z Bydgoszczy, „Echo” z Tychów, „Cantilena” z Wrocławia, „Moniuszko” z Poznania, „Harmonia” z Pleszewa, „Harfa” z Warszawy, „Tęcza” z Olsztyna i chóry żeńskie PZChiO w Opolu, a także orkiestry: OSP w Sławnie, Zakładów Azotowych w Tarnowie, Zakładów Górniczych w Lubinie, Jelczańskich Zakładów Samochodowych w Jelczu, MPK we Wrocławiu, Kopalni „Halemba” i „Julian” w Katowicach, Zakładów Azotowych w Kędzierzynie i Zakładów „Frotex” w Prudniku.
W 1992, „wyrażając uznanie dla roli »Związku« w rozwoju kultury muzycznej i śpiewaczego ruchu amatorskiego”, Rada Miasta Poznania przyznała Oddziałowi Wielkopolskiemu Polskiego Związku Chórów i Orkiestr „Macierz” odznaczenie „Zasłużony dla Miasta Poznania”.

## Oddziały
- Bielsko-Biała
- Bydgoszcz
- Cieszyn Czeski
- Częstochowa
- Gdańsk
- Katowice
- Kielce
- Kraków
- Leszno
- Lódź
- Lublin
- Olsztyn
- Ostrów Wielkopolski
- Piła
- Poznań
- Rzeszów
- Słupsk
- Szczecin
- Toruń
- Warszawa
- Wrocław